# Йов Угольський
Святий Йов Угольський (ім'я в миру: Іван Георгійович Кундря (нар. 18 травня, 1902 с. Іза, Хустський район, Закарпатська область, на той час Австро-Угорщина — † 28 липня, 1985, с. Мала Уголька, Тячівський район, Закарпатська область) — український релігійний діяч на Закарпатті. Православний святий УПЦ МП. Шанований старець, чернець та архімандрит.
Жертва сталінського терору.

## Біографія
Молодість Івана Кундрі припала на міжвоєнні роки, коли Закарпаття було під владою Чехословаччини. Закінчив народну школу та господарські курси (1920). Пройшов дійсну військову службу у чехословацькому війську (1924—1926).
Здійснив дві прощі на Афон.
1928 — пастирсько-богословські курси в с. Іза.
1930 — заснував Троїцький чоловічий скит в м. Хуст-Городилово.
22 січня 1938 — прийняв чернечий постриг.
1940 — під час угорської окупації Закарпаття емігрував на територію СРСР. Заарештований, засуджений на 25 років таборів, які відбував у Воркуті, на Колимі та в Норильську.
З 1942 р. — доброволець Чехословацького корпусу Людвіка Свободи.
З 1945 р. — настоятель Троїцького скиту в м. Хуст-Городилово.
Ієродиякон (1945), ієромонах (1946), ігумен (1947).
1950 — духівник Миколаївського жіночого монастиря в м. Мукачево.
1951 — священник Ільїнської церкви в с. Велятин та благочинний Хустської округи.
1958 — після ліквідації Троїцького скиту в м. Хуст-Городилово переведений до Миколаївського монастиря в с. Іза Хустського р-ну.
Монах Преображенського монастиря в с. Теребля Тячівського р-ну (1959), настоятель (1960).
Священник на приходах в с. Угля Тячівського р-ну (1960), с. Монастирець Хустського р-ну (1961), с. Мала Уголька Тячівського р-ну (1962).
Архімандрит (1966).
Відомий як цілитель.

## Канонізація
З ініціативою канонізації преподобного виступали відомі особи як Росії, так і Закарпаття. Цикл статей присвятив йому ще до канонізації Данилець Георгій Васильович.

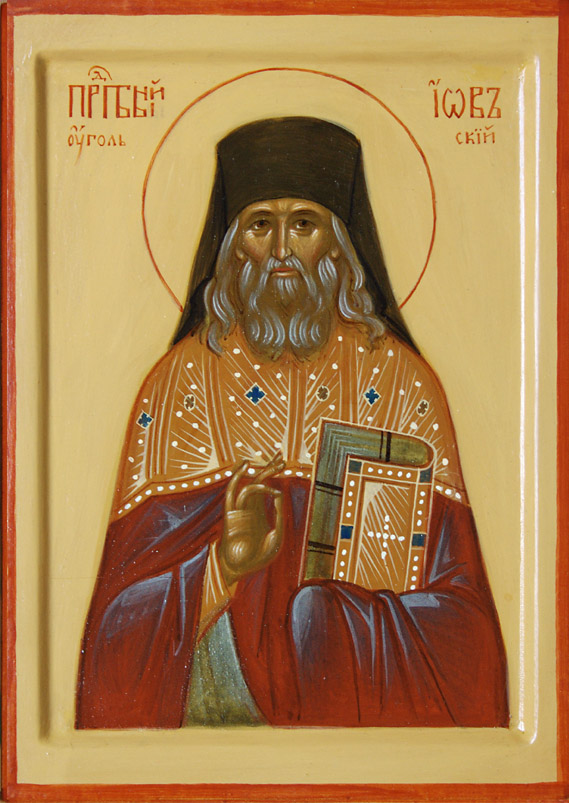
Ікона. Преподобний Іов Угольський, Закарпаття, Мукачево, 2013

22 жовтня 2007 р. його мощі були віднайдені нетлінними і було започатковано процес його канонізації.
18 вересня 2008 р. у селі Мала Уголька Тячівського району відбулося прославлення у лику місцевошанованих святих преподобного Йова (Кундрі).